# HH 111
 (septembre 2022).
HH 111 est un objet de Herbig-Haro, qui abrite une protoétoile, de la constellation d'Orion. La protoétoile et sa nébuleuse sont situées dans le nuage moléculaire d'Orion à ∼ 1 300 a.l. (∼ 399 pc) de la Terre. Elle abrite une très jeune étoile en cours de formation, désignée IRAS 05491+0247 et HH111-IRS, qui produit des jets protostellaires qui s'étendent sur une distance de 6,49 secondes d'arc du centre de l'objet. L'objet de Herbig-Haro a été découvert par Lee Hartmann en aout 1989.

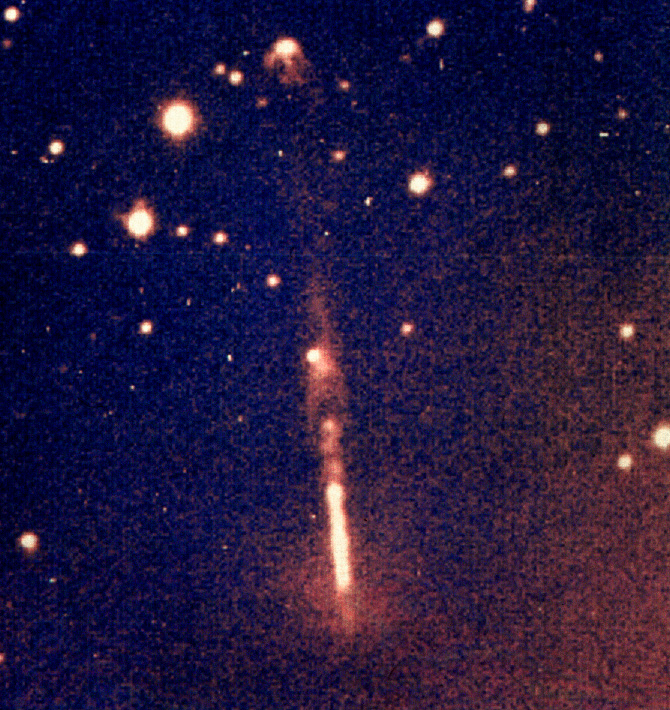
Image du fameux jet protostellaire montrant un décalage vers le bleu. Image par le New Technology Telescope dans l'infrarouge proche.

Il s'agit d'un prototype de sources à jets optiques. Il montre plusieurs arcs de choc le long de ses deux jets protostellaires et a une longueur d'∼ 2,6 a.l. (∼ 0,797 pc). La source IRAS 05491+0247 est la source motrice des jets et c'est une protoétoile de classe I. Cette protoétoile est intégrée dans un cœur de nuage de 30 M☉ et elle émet une luminosité d'environ 25 L☉. L'âge du complexe n'est estimé qu'à 800 ans. Près de la source centrale, une structure d'ammoniac, appelée NH3-S, a été découverte, qui est un noyau sans étoile avec un intérieur turbulent induit par HH 111. Les jets se déplacent à une vitesse de 300 à 600 km/s et se démarquent par une partie, interne aux jets, qui émet un fort décalage vers le bleu. Cette structure est brillante dans les longueurs d'onde optiques et est associée aux jets qui s'étendent vers la Terre. D'un autre coté, un faible contre-jet est aussi produit et est décalé vers le rouge, montrant qu'il s'étend dans la direction opposée à celle de la Terre. Une deuxième paire de jets bipolaires, appelée HH 121, a été découverte dans le proche infrarouge, à un angle de 61° par rapport à la paire de jets de HH 111. Cela a été pris comme une preuve que HH 111 pourrait abriter plusieurs protoétoiles,.

## Passé du système
Après des analyses faite avec les caméras NICMOS et WFC 3 du télescope spatial Hubble, le système a pu être identifié comme un trio de protoétoiles, dans lequel les deux étoiles principales, dont IRAS 05491+0247, sont dans une binaire rapprochée et la troisième se situe à plus grande distance de la binaire. Les nouvelles images de Hubble en lumière infrarouge, combinées à des observations radio du Very Large Array, révèlent trois jeunes étoiles en cours de formation. Ces étoiles sont situées près d'un énorme tore de gaz et de poussière à partir duquel elles se sont formées. Cependant, les étoiles ne sont pas situées au centre de ce tore, au lieu de cela, une paire d'étoiles est décalée d'un côté, sous le tore, tandis que la troisième étoile est de l'autre côté, bien au-dessus de la structure de poussière. 

Suite d'images du télescope spatial Hubble montrant l'évolution du jet ouest de HH 111. La couleur verte est associée à la raie d'émission de l'hydrogène alpha et le rouge est associé à la raie d'émission du soufre doublement ionisé.

Les protoétoiles se trouvent normalement au centre des tores de matériau protostellaire, là où elles se sont formées. La paire d'étoiles sous le tore coïncide avec le point d'origine des jets protostellaires de gaz projetés dans l'espace par l'une des étoiles de la binaire. Les deux jets protostellaires, qui s'étendent sur une distance de 12 années-lumière de long chacun, viennent de la même protoétoile qui est située au centre de la binaire.
Il semble que la binaire ait été troublée et qu'une des protoétoiles ait été éjectée sous l'attraction gravitationnelle de la binaire. L'expulsion de la troisième étoile s'est produite il y a quelques milliers d'années tout au plus. En conséquence, les deux autres étoiles ont été réunies en une paire binaire rapprochée et se sont dirigées dans la direction opposée. Les simulations informatiques d'interactions stellaires à trois corps soutiennent un tel scénario. Mais, de futures observations pour mesurer directement les mouvements propres et vitesses radiales des étoiles seront nécessaires pour confirmer ce fait.
Les protoétoiles de l'étoile binaire sont si proches les unes des autres, à moins de cinq milliards de kilomètres l'une de l'autre, que même le télescope spatial Hubble ne peut pas les observer séparément. Mais les observations radio, faites avec le Very Large Array au Nouveau-Mexique, montrent deux paires de jets stellaires à un angle presque droit par rapport à la binaire, ce qui implique que ce qui apparaît dans les images du télescope spatial Hubble comme un seul objet est en réalité deux étoiles distinctes, chacune entraînant un écoulement composé de paires de jets dirigés de manière opposée. Ces observations peuvent fournir un indice important sur la façon dont les masses des étoiles sont déterminées. Maintenant que les étoiles naissantes sont à l'extérieur du tore de poussière géant, elles ne peuvent plus se nourrir de la riche réserve de gaz et de poussière du tore abandonné. Ainsi, dans ce cas, l'interaction à trois corps a permis de déterminer les masses finales des étoiles. Les étoiles naissantes grandissent, et produisent en même temps des jets géants, en ingérant de grandes quantités de gaz et de poussières. Étant donné que chaque composant de la binaire proche produit toujours des jets, les étoiles doivent toujours conserver de petits disques de gaz internes pour alimenter l'activité des jets. Ces disques d'accrétion ont dû être traînés pendant le trajet lorsque les étoiles ont été éjectées du centre du tore géant. Mais à mesure que ces petits réservoirs de gaz s'épuisent, l'activité remarquable des jets devrait commencer à s'essouffler. L'énorme jet vu dans les images en lumière visible de Hubble provient de l'un des membres de la binaire. Cette étoile crache des flux de gaz dans des directions opposées, à ses pôles. Ce n'est pas un flux fluide, mais plutôt épisodique, créant des morceaux de gaz qui traversent l'espace à plus d'un million de km/h.

## Nébuleuse et jets stellaires
La région qui abrite les trois étoiles est un tore de matière entouré d'une nébuleuse en émission, visible sur l'image de Hubble. Cette nébuleuse émet des raies d'émissions d'oxygène, de soufre, d'hydrogène, de fer et néon, montrant leurs présences dans la nébuleuse. La nébuleuse est aussi riche en carbone 12 et 13. La nébuleuse est traversée de jets protostellaires, venant de la binaire IRAS 05491+0247, qui mesure environ 0,11 pc (∼0,359 al) (ou ~23 000 UA) chacun et s'étendent sur une distance angulaire de 50 secondes d'arc. Il existe également des vestiges de l'ancienne activité de la protoétoile qui émet les jets, qui sont deux structures faites de gaz ionisé et comprimé, qui se sont étendues le long des jets protostellaires sur une distance apparente de 142 secondes d'arc, soit une distance projetée d'environ 0,32 pc (∼1,04 al) (~65 000 UA). Ces structures sont des chocs d'étrave produits par une activité antérieure qui a vu de la matière se propager le long des jets et se condenser lorsque ses structures entrent en collision. Deux de ces chocs d'étrave ont également été observés à 200 secondes d'arc du centre de l'objet de Herbig-Haro. La taille totale de l'objet de Herbig-Haro et de sa nébuleuse "hôte" s'étendent sur environ 0,82 pc (∼2,67 al) de diamètre soit une taille apparente de 169 000 UA. L'observation d'ion ferreux au sein de la nébuleuse suggère que la température de cette dernière est de 2 150 ± 400 K. Il existe également une forte source radio qui correspond à l'émission d'une structure de poussière, d'une masse de 0,5 à 3,3 M☉, située à une distance de ~500 UA de la binaire central.

## Protoétoile principale

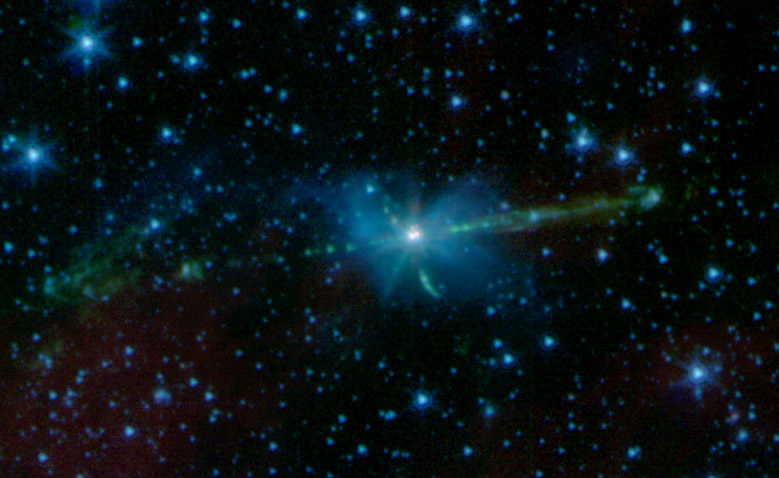
Vue de HH 111 par le télescope spatial Spitzer.

Les protoétoiles de HH 111 sont des étoiles de pré-séquence principale. Une observation faite avec les radiotélescopes du réseau de l'observatoire radio d'Owens Valley a permis de déterminer que la morphologie et la cinématique des raies d'émissions de carbone suggèrent que le gaz moléculaire est distribué dans des disques circumstellaires, autour de l'étoile émettrice des jets, d'environ 2 000 UA de diamètre, alignés perpendiculairement avec l'axe des jets protostellaires. La raie d'émission du carbone 13 montre que les jets protostellaires sont fortement composés de carbone moléculaire et que la masse de disque de la protoétoile principale est de 0,34 M☉. Le disque circumstellaire de l'étoile émettrice de jets dans HH 111 est significativement plus massif que ceux trouvés autour des étoiles variable de type T Tauri et est donc parmi les disques les plus massifs connus en association avec des étoiles de pré-séquence principale. Cette émission de carbone montre aussi que l'étoile principale a une température effective de ~8 000 K et que les poussières qui environnent l'étoile binaire à une distance de 1 000 UA sont chauffées à une température minimale de 24 K et une maximale de 65 K. Les observations du disque circumstellaire de l'étoile principale ont permis de déterminer que sa masse est de 2,5 M☉, même si les estimations montent jusqu'à 3,5 M☉. Il pourrait aussi d'agir d'un disque de T Tauri, généralement trouvé autour des étoiles jeunes.

## Source d'ammoniac
En 2017, une équipe de scientifiques a pu détecter une forte source d'émission d'ammoniac grâce au Very Large Array, au réseau ALMA et radiotélescope JCMT. Cette source, baptisée NH3-S, est associée à une enveloppe de la protoétoile principale qui interagit avec le jet protostellaire. L'enveloppe en question n'est pas reliée à une étoile de T Tauri ni à une protoétoile, mais elle marque la présence d'une forte abondance d'ammoniac dans l'objet de Herbig-Haro. L'origine de l'ammoniac dans l'enveloppe est due à une destruction de plusieurs types de molécules, présentes dans l'enveloppe, par le jet protostellaire nord. L'observation de cette source par le réseau de radiotélescopes Atacama Large Millimeter Array a permis de montrer que l'enveloppe d'ammoniac se déplace à une vitesse de 8,9 km/s-1, en même temps que le jet la traverse. Il existe une petite partie de cette région qui se déplace à une vitesse légèrement supérieure à celle de l'enveloppe, avec une différence d'environ 1 km/s-1 et vitesse radiale de 9,2 km/s-1. La masse de l'enveloppe est estimée à 0,37 M☉, sa température centrale à 11,2 K, sa température extérieure à 8,3 K et elle semble montrer une température nord supérieure à celle de son pôle sud, avec une température nord de ∼13,4 K et une sud de ∼11,4 K. La présence de plusieurs "touffes" d'ammoniac a aussi pu être observée. Ces fortes concentrations d'ammoniac ont chacune une masse tournant autour de 0.013 M☉ par "touffe" et elles produisent une masse totale de ∼1.7 M☉. L'émission d'ammoniac est aussi accompagnée d'une forte source d'émission de monoxyde de carbone 13, 18 et 12, qui est produite dans la même enveloppe que l'ammoniac. L'enveloppe émet aussi de l'azote sous la forme N2D+ et N2H+.
L'enveloppe qui émet tous ces éléments chimiques est composée de plusieurs couches composées de différentes molécules. La couche d'émission de N2D+ se situe à ∼3 200 UA, et la couche d'émission de N2H+ se situe à ∼2 400 UA, de la binaire. L'émission de monoxyde de carbone et d'ammoniac se situe en deux couches distinctes, à environ 0,018 pc (∼0,058 7 al) et environ 0,028 pc (∼0,091 3 al) de la binaire, respectivement. Il existe également une autre couche d'ammoniac et de soufre qui se situe à environ 0,2 pc (∼0,652 al) de la binaire,.